# 萨莫杜罗夫卡农村居民点
萨莫杜罗夫卡农村居民点（俄语：Самодуровское сельское поселение）是俄罗斯联邦沃罗涅日州波沃里诺区所属的一个农村居民点。其下辖有2个居民点，行政中心为萨莫杜罗夫卡。据2016年统计，该农村居民点的人口为659人。